# Kosárlabda a 2017. évi nyári európai ifjúsági olimpiai fesztiválon
A 2017. évi nyári európai ifjúsági olimpiai fesztivál kosárlabda-mérkőzéseit Győrben, július 24. és 29. között bonyolították le. A férfi mérkőzésekre a Bercsényi Miklós Szakközépiskola tornatermében, a női összecsapásokra pedig a Széchenyi István Egyetem sportcsarnokában került sor.

## Eseménynaptár
| 1–3 | A csoportkör fordulói | Ed. | Elődöntők (1.-4. és 5.-8. helyezettek) | H | Helyosztók |

| Július      | 24 | 25 | 26 | 27 | 28  | 29 |
| ----------- | -- | -- | -- | -- | --- | -- |
| Férfi torna | 1. | 2. | 3. |    | Ed. | H  |
| Női torna   | 1. | 2. | 3. |    | Ed. | H  |

## Összesített éremtáblázat
| A 2017. évi nyári európai ifjúsági olimpiai fesztivál összesített éremtáblázata kosárlabdában | A 2017. évi nyári európai ifjúsági olimpiai fesztivál összesített éremtáblázata kosárlabdában | A 2017. évi nyári európai ifjúsági olimpiai fesztivál összesített éremtáblázata kosárlabdában | A 2017. évi nyári európai ifjúsági olimpiai fesztivál összesített éremtáblázata kosárlabdában | A 2017. évi nyári európai ifjúsági olimpiai fesztivál összesített éremtáblázata kosárlabdában | Olimpia  |
| --------------------------------------------------------------------------------------------- | --------------------------------------------------------------------------------------------- | --------------------------------------------------------------------------------------------- | --------------------------------------------------------------------------------------------- | --------------------------------------------------------------------------------------------- | -------- |
|                                                                                               | Ország                                                                                        | Arany                                                                                         | Ezüst                                                                                         | Bronz                                                                                         | Összesen |
| 1.                                                                                            | Litvánia                                                                                      | 1                                                                                             | 0                                                                                             | 0                                                                                             | 1        |
|                                                                                               | Spanyolország                                                                                 | 1                                                                                             | 0                                                                                             | 0                                                                                             | 1        |
| 3.                                                                                            | Törökország                                                                                   | 0                                                                                             | 1                                                                                             | 1                                                                                             | 2        |
| 4.                                                                                            | Magyarország                                                                                  | 0                                                                                             | 1                                                                                             | 0                                                                                             | 1        |
| 5.                                                                                            | Finnország                                                                                    | 0                                                                                             | 0                                                                                             | 1                                                                                             | 1        |
|                                                                                               |                                                                                               |                                                                                               |                                                                                               |                                                                                               |          |
| Összesen                                                                                      | Összesen                                                                                      | 2                                                                                             | 2                                                                                             | 2                                                                                             | 6        |

## Érmesek

### Férfi torna
| A 2017. évi nyári európai ifjúsági olimpiai fesztivál érmesei férfi kosárlabdában | A 2017. évi nyári európai ifjúsági olimpiai fesztivál érmesei férfi kosárlabdában | A 2017. évi nyári európai ifjúsági olimpiai fesztivál érmesei férfi kosárlabdában | A 2017. évi nyári európai ifjúsági olimpiai fesztivál érmesei férfi kosárlabdában |
| --------------------------------------------------------------------------------- | --------------------------------------------------------------------------------- | --------------------------------------------------------------------------------- | --------------------------------------------------------------------------------- |
| Arany                                                                             | Ezüst                                                                             | Bronz                                                                             |                                                                                   |
| Litvánia                                                                          | Törökország                                                                       | Finnország                                                                        |                                                                                   |

### Női torna
| A 2017. évi nyári európai ifjúsági olimpiai fesztivál érmesei női kosárlabdában | A 2017. évi nyári európai ifjúsági olimpiai fesztivál érmesei női kosárlabdában | A 2017. évi nyári európai ifjúsági olimpiai fesztivál érmesei női kosárlabdában | A 2017. évi nyári európai ifjúsági olimpiai fesztivál érmesei női kosárlabdában |
| ------------------------------------------------------------------------------- | ------------------------------------------------------------------------------- | ------------------------------------------------------------------------------- | ------------------------------------------------------------------------------- |
| Arany                                                                           | Ezüst                                                                           | Bronz                                                                           |                                                                                 |
| Spanyolország                                                                   | Magyarország                                                                    | Törökország                                                                     |                                                                                 |